# Шалигін Максим
Максим Шалигін (нар. 30 січня 1985) – українсько-нідерландський композитор, диригент та виконавець.

## Біографія
Максим Шалигін народився 30 січня 1985 у Кам'янському.
Упродовж останніх десяти років композитор живе і працює у Гаазі, Нідерланди.

### Творчість
Він є автором різножанрових творів, серед яких камерна, вокальна, симфонічна, електроакустична музика, а також музика до вистав, балетів і кіно.
Максим Шалигін у своїй роботі синтезує різноманітні методи та підходи. Почав вивчати композицію під керівництвом Ірини Іващенко, рік його викладачем був відомий російський композитор Борис Тищенко (Санкт-Петербурзька консерваторія імені М. А. Римського-Корсакова), у 2010 році закінчив магістратуру у Київській державній консерваторії ім. П. І. Чайковського (клас професора Ігоря Щербакова), дипломна робота Потрійний концерт для фортепіано, скрипки і віолончелі. У 2011 році отримав ще один ступінь магістра у Королівській консерваторії Гааги (навчався у професорів Корнеліса де Бондта та Дідеріка Вагенаара).

Великий вплив на становлення Шалигіна мав відомий український композитор Святослав Луньов.
Луньов мені дуже подобається. Принаймні з того, що він написав в останні роки. Я не знаю твору, який би мені було нецікаво слухати. Мені також дуже подобається Валентин Сильвестров. Його музику періодично переслуховую, зокрема симфонії
Автор музики до українського художнього фільму 2013 року «Такі красиві люди» режисера Дмитра Мойсеєва.
Активно співпрацює з вокальним ансамблем сучасної музики Alter Ratio. У 2017 році з'явився диск «Mariologia» у який увійшли твори сучасних українських композиторів на середньовічні молитовні тексти до Діви Марії. Участь у проєкті взяли також українськи композитори Максим Коломієць, Святослав Луньов, Олексій Ретинський.

До 30-тої річниці незалежності України незалежне музичне видання The Claquers внесло твір Максима Шалигіна «Листи до Анни», симфонія для скрипки соло (2009—2010) до списку знакових академічних творів незалежності.
«„Листи до Анни“ потребує використання неймовірного виконавського ресурсу, залучення можливостей на межі неможливого. Це без перебільшення Симфонія в повному розумінні цього слова, але для сольного інструмента» — Андрій Павлов, скрипаль.
Твір «Листи до Анни» у 2012 році був відзначений на Міжнародному конкурсі молодих композиторів «Gaudeamus Muzickweek»  (Утрехт, Нідерланди). У тому ж році музику композитора відібрали для проєкту режисера Ларса фон Трієра «Gesamt». Максим Шалигін брав участь у резиденціях фонду Ізоляція, Storioni Festival, а також Tomoko Mukaiyama Foundation.

## Виконання
Твори Максима Шалигіна виконувались на сценах та фестивалях, зокрема Концергебау, Національної філармонії України, TivoliVredenburg, Zuiderstrandtheater, Gaudeamus Muziekweek, Cello Biënnale Amsterdam, November Music, Soundsofmusic, Wonderfeel, Dag in de Branding (Нідерманди), hcmf (Велика Британія), New Music Edmonton (Канада), GAIDA Festival (Литва), Гогольфест (Україна), Музичні контрасти 20 століття (Росія) та CIME/ICEM (США).
Твори Максима Шалигіна виконуються провідними колективами сучасної музики: Нідерландським камерним хором, Asko|Schönberg, Amsterdam Sinfonietta, DoelenKwartet, Insomnio, Nieuw Ensemble, Slagwerk Den Haag, Amstel Quartet та Keuris Quartet та виконавцями — піаністами Віталієм Лиманом та Антонієм Баришевським, скрипалькою Еммі Стормс, ударником Констянтином Наполовим та акордеоністом Вінсентом ван Амстердам (Vincent van Amsterdam).
Важливе місце у творчості Максима Шалигіна займає створення музики для балету. У співпраці з хореографкою Lonneke van Leth створено музику для балетів: "Сюїта — Омаж Альфреду Шнітке, " «Nachtnet» and "Одісей, « які були виконані на Holland Dance Festival.

## Твори
- 2021 — „SONGLESSNESS“ для органу та квартету саксофоністів;
- 2021 — „SATARSA“ для струнного оркестру; 18'
- 2021 — „While combing your hair“ для змішаного хору; c. 6'30»
- 2021 — «Severade» для 9ти віолончелей | 3й розліл S I M I L A R; 73′
- 2020 — «Octopus» для марімби, вібрафону, дзвіночків та електроніки; 11'
- 2020 — «Ангел» для скрипки та віолончелі;
- 2020 — «Capriccios of the World» для кларнету та електроніки | 1й зошит; 30'
- 2019 — «Au vent sur loa pointe des pieds» для фортепіано соло;
- 2019 — «Maze of pleasures» для голосу та електроніки; 17′
- 2019 — «Oil upon your shore» для змішаного хору; 7′
- 2019 — «KAYA» для скрипки та фортепіано; 8′
- 2019 — «Todos los fuegos el fuego» для 8ми саксофонів | 2й розділ S I M I L A R; 89′
- 2018 — «Blessing» для тенора та струнного квартету, 6′
- 2018 — «Blessing» для 8ми вокалістів та змішаного хору 7′
- 2018 — «Canti d'inizio e fine» для віолончелі соло; 45′
- 2018 — «GAKA» для 9ти виконавців; 60′
- 2018 — «Holy Drill» електро-акустичний твір (tape); 10'
- 2017 — «Lacrimosa or 13 magic songs» для 7ми скрипок | 1й розділ S I M I L A R; 68′
- 2017 — «Sexual» мікротональний дабстеп, електро-акустичний твір (tape); 4'50
- 2017 — «Case Carmen» музика до балету для великого ансамблю, хору та електроніки; 75′
- 2016 — «Marian Antiphons» для 12 голосів a cappella; 18′
- 2016 -  «Insane dances» для квартету саксофоністів; 15′
- 2016 — «S.O.S.» соло для акордену/ баяну/ органу; 2'20
- 2016 — «The Phaeacians» для 4х перкусіоністів; 7'20
- 2015 -  «Dolcissima» для віолончелі та фортепіано; 10’
- 2015 -  6 багателей для двох скрипок; 18’
- 2015 — «Nachnet» музика для балету; 50’
- 2015 — «Trembling music» для акордеона соло; 13’
- 2014 — «Helios» електро-акустичний твір (tape); 5'09
- 2014 — «Songs, prayers and madrigals» для струнного квартету; 18'
- 2014 — «Odysseus» музика до балету для великого ансамблю, хору та електроніки; 90′
- 2013 — «Такі красиві люди» музика для струнного оркестру, ударних, фортепіано/челести, голосу, арфи, баяну; 25'
- 2013 — «Study» для двох баяністів; 3'30
- 2013 — «Bridge»   для 7ми музикантів та 14ти трикутників; 15′
- 2013 — «Suite — homage to Alfred Schnittke» для трьох віолончелей; 15′
- 2013 — «Violin concerto for Emmy Storms and 5 percussion players»; 15’
- 2013 — «Musique de fer» для одного перкусіоніста 7'30
- 2012 — «When everything ends, we start to sing our songs» електро-акустичний твір (tape); 55'
- 2012 — «Serenade» для 4 скрипок, альта, віолончелі, контрабасу, ударних; 10′
- 2012 — «From the other side beyond the mirror» електро-акустичний твір (tape); 12'11
- 2011  - «Червоні дзвони Хуана Міро» для квартету перкусіоністів ; 10’
- 2011 — «Sanctus» для змішаного хору; 4'30
- 2011 — Концерт для 9ти — флейта, гобой, кларнет/бас кларнет, ударні, фортепіано, скрипка, альт, віолончель, контрабас; 9′
- 2008—2011 — «Dance» електро-акустичний твір (tape); 8'4
- 2010 — «Perpetuum mobile»; 10’
- 2010  - Потрійний концерт для скрипки, віолончелі, фортепіано та оркестру 24'24
- 2009—2010 — «Passacaglia es-moll» ; 11'15
- 2009—2010  - «Пісні юродивих» вокальний цикл для голосу та фортепіано; 23’
- 2009—2010 — «Листи до Анни» симфонія для скрипки соло; 26'15
- 2009—2010 — «Дві години в резервуарі» електро-акустичний твір (tape) на однойменну поезію Й. Бродського ; 50'11
- 2008 — «Колискова» для струнного оркестру; 9'45
- 2008 — Дует для скрипки та фортепіано, 20’
- 2006—2008 — «З виноградної лози» вокальний цикл на вірші Омара Хаяма. Шість пісень, епітафія та хорал для фортепіано та голосу; 34’
- 2007 — «…пам'яті Інгмара Бергмана» для голосу, скрипки, органу та фортепіано; 6'59
- 2007 — Симфонія"для 33 солістів та хору в 5ти частинах;  33’
- 2007 — Струнний квартет; 10’
- 2006 — Тріо для скрипки, віолончелі та фортепіано; 16’
- 2005 — 9 прелюдій для фортепіано; 50’
- 2005 — Рондо для кнопкового акордеона; 10’
- 2003—2004 — Скерцо для кнопкового акордеона; 8′